# Tigresse de Champawat
La tigresse de Champawat (en anglais : Champawat Tiger) ou tigre de Champawat est le surnom donné à une tigresse du Bengale réputée pour avoir fait près de 430 victimes à la fin du XIXe siècle et au début du XXe siècle. D'autres sources indiquent 438 victimes sur une durée de huit années.
Nommée d'après la ville indienne de Champawat de l'État de l'Uttarakhand, cette tigresse du Bengale aurait tué près de 200 personnes au Népal avant d'être repoussée vers l'Inde où elle continua à tuer près de 230 personnes supplémentaires. En 1907, la tigresse a été tuée par le chasseur Jim Corbett. Son autopsie a montré des dents cassées dans sa gueule et cette blessure, selon Corbett, l'empêchait probablement de chasser ses proies naturelles.
L'animal fait partie des plus grands mangeurs d'hommes répertoriés. Ses attaques ont été inscrites dans le Livre Guinness des records comme le plus grand nombre de morts ayant été causées par un tigre.

## Histoire
La tigresse commença ses attaques dans une région du Népal proche de l'Himalaya à la fin du XIXe siècle, les gens étant pris en embuscade par douzaine lorsqu’ils marchaient dans la jungle. Des chasseurs furent envoyés pour l'éliminer, mais elle réussit à leur échapper. Finalement l'armée népalaise fut appelée. À défaut de réussir à tuer ou à capturer la tigresse, les soldats la forcèrent à quitter son territoire et la chassèrent jusqu'aux abords de la rivière Sarda en Inde, où la tigresse continua ses activités meurtrières dans la Division de Kumaon au Nord de l'Inde. Elle gagna en audace, et commença alors à tuer en plein jour et à rôder autour des villages. La vie dans la région fut fortement perturbée, les hommes refusant souvent de quitter leurs huttes pour aller travailler lorsque des rugissements de tigre se faisaient entendre dans la forêt.
En 1907, le tigre fut tué par le chasseur anglo-indien Jim Corbett. La tigresse avait tué une jeune fille de 16 ans dans la ville de Champawat, laissant derrière elle une traînée de sang et des membres, qui permit à Corbett de la traquer. Corbett retrouva la tigresse et la blessa mortellement par balle le jour suivant, un exploit confirmé par environ 300 villageois. Une autopsie de la tigresse montra que sur le côté droit de sa gueule, la canine supérieure et celle inférieure étaient cassées, celle supérieure à moitié cassée et celle du bas jusqu'à l'os. Cette blessure, selon Corbett, l'empêchait probablement de chasser ses proies naturelles.

## La ville de Champawat
Dans Champawat, près du pont Chataar et sur le chemin de Lohaghat, il y a une « borne en ciment » indiquant l'endroit où la tigresse a finalement été abattue. Il semblerait néanmoins que le lieu exact où Jim Corbett a tué la tigresse est plus proche de l'actuel emplacement de la centrale hydroélectrique qui est à un kilomètre de la borne initiale.
Les détails à propos de la tigresse de Champawat et la manière dont elle a été traquée et tuée peuvent être trouvés dans le livre de Jim Corbett : À l'affut des tigres mangeurs d'hommes (1949), reparu en 2004 chez Montbel sous le titre Tigres et léopards mangeurs d'hommes (comprenant également Match avec un léopard mangeur d'hommes, 1950 et Mangeurs d'hommes dans l'Himalaya, 1956).